# Дельфин (подводная лодка)
«Дельфин» (миноносец № 150) — первая российская подводная лодка из официально зачисленных в списки кораблей Российского флота. В 1903—1904 годах «Дельфин» достраивался и проходил испытания на Балтике, служил для подготовки первых русских подводников. Впоследствии корабль послужил основой для последующих типов русских подводных лодок. В конце 1904 года был перевезён по железной дороге во Владивосток. За время Русско-японской войны 17 дней провёл в море, в том числе совершил боевой поход продолжительностью 8 суток. В июне 1916 года перевезён в Мурманск, в августе 1917 года исключён из списков кораблей, в 1920-х годах корпус «Дельфина» был разделан на металл.

## История проектирования и строительства

### Выдача задания
19 декабря 1900 года (по старому стилю) Морское Ведомство организовало комиссию для разработки проекта подводной лодки. Главным инспектором кораблестроения Н. Е. Кутейниковым в состав комиссии были включены старший помощник судостроителя И. Г. Бубнов (по кораблестроению); старший инженер-механик И. С. Горюнов (по механике); лейтенант М. Н. Беклемишев (по электротехнике). Комиссии задача предусматривала изучение имеющихся зарубежных данных о строительстве полуподводных миноносцев, проектирование и постройка погружающегося судна для береговой обороны. Проект должен был быть подготовлен к марту—апрелю 1901 года и рассмотрен на заседании Морского Технического Комитета в мае того же года.

### Проектирование
Работы над проектом «миноносца № 113» велись в Опытовом судостроительном бассейне и имели статус секретных.
Для сокращения расходов на строительство размеры лодки были по возможности уменьшены. Глубина погружения была назначена в 50 метров с двойным запасом прочности. Для обеспечения лучшей обтекаемости при сохранении минимальных размеров и массы была выбрана однокорпусная конструкция веретенообразной формы. В качестве двигателя надводного хода И. С. Горюнов предложил дизель, однако подходящие по габаритам модели в производстве отсутствовали, поэтому был выбран бензиновый двигатель. Заказанный в апреле 1901 года фирме «Даймлер», Штутгарт, единственной взявшейся изготовить его в течение всего 8 месяцев.
В мае 1901 года И. Г. Бубнов доложил МТК о завершении проектирования, 3 июня состоялось заседание МТК, на котором проект был признан «настолько разработанным по корпусу, что к постройке можно приступать безотлагательно…». При этом проектирование различных механизмов ещё не было завершено.

### Строительство
5 июля было подписано распоряжение о постройке, Проектная комиссия была преобразована в Строительную комиссию в том же составе. Санкт-Петербургскому Балтийскому заводу был выдан заказ на постройку корпуса, главным строителем назначили Бубнова. Рабочие чертежи составлялись в конструкторском бюро Балтийского завода. «Миноносец № 113» был заложен в июле 1901 года на специально оборудованном стапеле рядом с большим эллингом. Листовая и профильная сталь были поставлены с Путиловского завода, воздушные баллоны изготовил Обуховский сталелитейный завод. Электромоторы («Сотерн-Гарле») и аккумуляторные батареи заказали во Франции.
В конце июля 1901 года М. Н. Беклемишев отправился в командировку на верфи Холланда в США для ознакомления со строящимися лодками. В сентябре ему было выдано разрешение на осмотр подводной лодки «Фултон», ещё находящейся в достройке, и на участие в пробном погружении. По результатам командировки Беклемишев доложил, что русский проект сравним по качеству исполнения с зарубежными аналогами, а некоторые российские решения за рубежом аналогов не имеют.
Во время строительства проект был доработан: в средней части корпуса была изготовлена рубка высотой около 70 см с массивным герметичным люком, на крышке которого был установлен клептоскоп, выдвигавшийся на 2 метра. В носу и корме было установлено по небольшой мачте для подъёма флагов.
Экипаж корабля был сформирован Беклемишевым к февралю 1902 года путём отбора из числа добровольцев. Штат экипажа был аналогичен субмаринам Холланда: командир, его помощник и восемь квартирмейстеров: двое рулевых, четверо специалистов минного дела и двое машинистов. Лодка обошлась казне в 388 тысяч рублей.

### Испытания и достройка

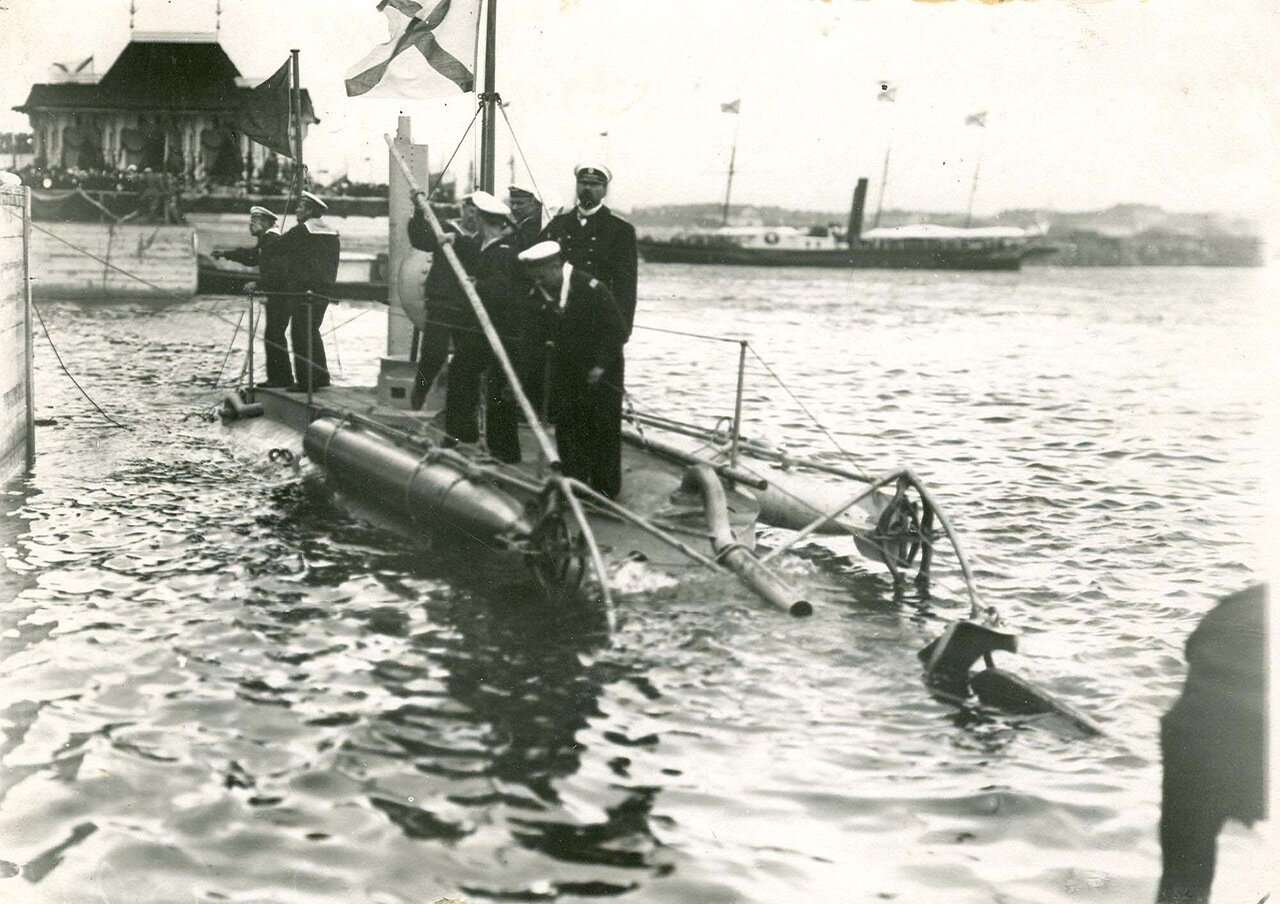
Спуск на воду подлодки «Дельфин», М. Н. Беклемишев на мостике. Санкт-Петербург, 1903 год

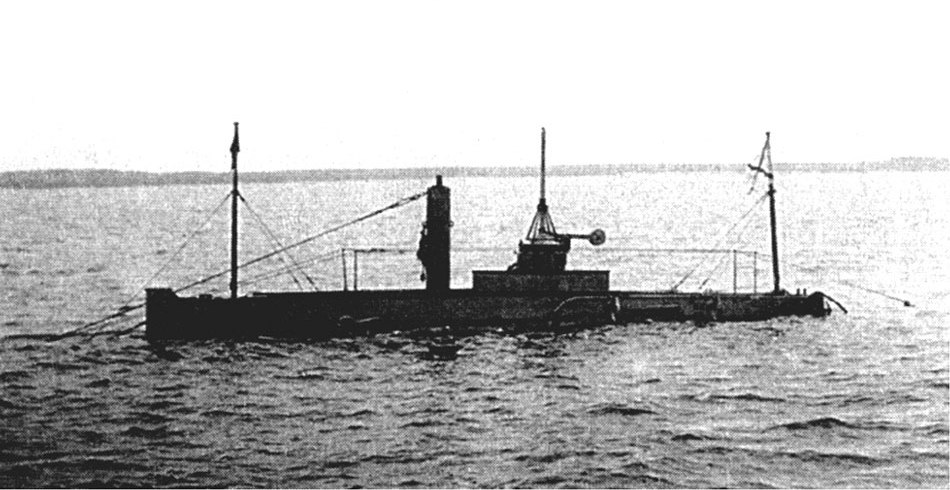
«Дельфин» на испытаниях в Финском заливе, 1904 год

В марте 1902 года «миноносец № 113» был зачислен в списки флота как «Миноносец № 150». Командиром был назначен М. Н. Беклемишев, его помощником — А. О. Гадд. В ноябре того же года Беклемишев побывал в Штутгарте и участвовал в приёмных испытаниях двигателя надводного хода. Из-за возникших при этом проблем была предпринята попытка поиска альтернатив двигателю Даймлера, для чего Беклемишев посетил французский завод «Сотерн-Гарле». В итоге двигатель фирмы «Даймлер» был принят, но лишь в апреле 1903 года и с условием устранения замечаний.
В мае 1903 года «Миноносец № 150» был спущен на воду и начал подготовку к испытаниям на электромоторах.
8 июня 1903 года начались ходовые испытания, была развита скорость в 5 узлов. Во время первого погружения удержать лодку на заданной глубине не удалось и она воткнулась в дно. После успешного всплытия по свидетельству мастерового М. В. Стецюра вышедшие из лодки Бубнов и Беклемишев сняли фуражки, перекрестились и кто-то из них произнёс «Ну, вот, слава Богу, и поплавали под водой…».
По результатам испытаний гребной винт был заменён на винт регулируемого шага, увеличили площадь горизонтальных рулей. 21 июня Бубнов подал рапорт главному инспектору кораблестроения Н. Е. Кутейникову о результатах испытаний, на котором тот сделал пометку: «К сведению господ членов и к делу. Начало сделано прекрасное».
4 июля — 9 августа на миноносец были установлены бензиновый двигатель надводного хода, дополнительная осушительная помпа, рулевой мотор, рубочный люк был оборудован противовесом. 11 августа корабль вышел на ходовые испытания под бензиновым двигателем, в результате чего сразу же была установлена необходимость переделки или замены гребного винта.
7 октября «миноносец № 150» был отнесён к судам 3 ранга и вошёл в состав Балтийского флота.
14 октября ходовые испытания были окончены, «миноносец № 150» был поставлен на суше на территории Балтийского завода для зимовки. Во время зимнего периода продолжались доработки как корпуса, так и механизмов корабля.

## Конструкция

### Корпус
Конструкция лодки — однокорпусная. Прочный корпус выполнен веретенообразным, изготовлен из высокопрочной никелевой стали толщиной 8 мм, рассчитан на глубину погружения 50 метров с двойным запасом прочности. 32 наружных шпангоута Z-образного профиля составлялись из двух половин, соединявшихся кузнечной сваркой, усиленной клепаной накладкой. Корпус клёпаный, круглый в сечении по всей длине, снаружи покрыт двумя слоями брусков лиственницы, обшитых сверху тонким оцинкованным железом. Оконечности, занимаемые цистернами главного балласта, были выполнены менее прочными.

### Система погружения и всплытия
Для погружения служили три цистерны главного балласта. «Чёрная» цистерна находилась в носовой оконечности, средняя цистерна имела цилиндрическую форму и размещалась в центральной части корпуса под входным люком, «Красная» цистерна занимала кормовую оконечность. Принятие главного балласта осуществлялось самотёком через кингстоны, при этом вентиляция цистерн была выведена внутрь корпуса, вследствие чего при погружении верхний рубочный люк приходилось держать открытым для стравливания излишков давления и закрывать в последний момент. Время погружения первоначально составляло 15 минут.
Система осушения состояла из электрической поршневой трюмной помпы и малой ручной помпы.
Дифферентовка осуществлялась при помощи двух дифферентных цистерн, «белой» в носовой части и «синей» в кормовой, соединённых трубопроводами. Эти цистерны соседствовали с ЦГБ, но входили в прочный корпус. Перекачивание воды между дифферентными цистернами производилось осушительными насосами.
Продувание цистерн осуществлялось сжатым воздухом, запас которого располагался в шести баллонах общим объёмом 1 м³ под давлением 100 кгс/см². Из шести баллонов два предназначались для пуска торпед. Для пополнения запасов сжатого воздуха был предусмотрен электрический компрессор «Elwell et Leytrig», заполнявший баллоны за 4 часа.

### Силовая установка
Надводный ход обеспечивался одним шестицилиндровым однорядным бензиновым двигателем номинальной мощностью 300 л. с. при 600 оборотах в минуту. Запас топлива хранился в двух побортных цистернах, располагавшихся вблизи двигателя, а также мог приниматься в два отделения «Красной» балластной цистерны. Общий запас бензина достигал 5,3 т.
Соосно бензиновому двигателю в корму от него размещался гребной электромотор для подводного хода. Он имел мощность 120 л. с. при 300 оборотах в минуту и соединялся с бензомотором через кулачковую муфту. С общего для двигателей вала крутящий момент передавался на гребной вал посредством зубчатой передачи с понижением частоты вращения в 4 раза.
Электробатареи располагались в носовой части лодки на специальных стеллажах. По проекту предусматривалось 50 элементов общей ёмкостью 5000 А·ч, однако фактически было установлено 64 элемента суммарной ёмкостью 3600 А·ч.
В режиме зарядки батарей электромотор вращался бензиновым двигателем и выступал в роли электрогенератора. Между зубчатой передачей и электродвигателем располагалась малая муфта, при размыкании которой была возможна зарядка батарей без движения лодки. Зарядка осуществлялась при напряжении 120—140 В, током в 300—550 А и занимала до 10 часов.

### Размещение экипажа
Из-за небольшого водоизмещения и всемерного удешевления конструкции корабль получился очень тесным, а условия обитания экипажа были далеко не первостепенной задачей. Деревянные щиты, закрывающие аккумуляторы, могли служить местом отдыха экипажа. В носовой части находились три электрические розетки для подключения переносной электроплиты и электрических чайника, кофейника, молочника. Плита служила в основном для подогрева консервированной пищи. Питьевая вода хранилась в особой цистерне ёмкостью 20 вёдер. У средней цистерны размещались офицеры, там для них были предусмотрены два диванчика, небольшой стол, шкафчик для посуды. На отдельных боевых постах стояли табуреты.

### Вооружение
Основным вооружением были два наружных решётчатых торпедных аппарата системы Джевецкого с двумя торпедами Уайтхеда образца 1898 года калибра 381 мм (15 дюймов) и дальностью хода 8 кабельтовых (около 1,5 км). Торпедные аппараты размещались побортно, были направлены по курсу движения и находились ближе к кормовой оконечности лодки. Управление аппаратами осуществлялось изнутри прочного корпуса при помощи специальных приводов.

## Служба

### Балтийский флот
31 мая 1904 года «миноносец № 150» получил наименование «Дельфин».
16 июня 1904 года, во время занятий с экипажем по погружению под командованием лейтенанта А. Н. Черкасова, из-за несвоевременного закрытия рубочного люка и последовавшей за поступлением через него воды паникой, лодка затонула у западной стенки Балтийского завода. Из 37 человек утонули 25. Авария произошла из-за сочетания особенностей конструкции и неопытности командира: при заполнении балластных цистерн воздух из них стравливался внутрь лодки и поэтому люк нужно было закрывать в последний момент перед уходом судна под воду. Лейтенант Черкасов не учёл перегруженность лодки и опоздал с моментом закрытия люка, что и привело к затоплению. Сам он имел возможность спастись, но отказался от неё.
18 июня лодка была поднята и, после ремонта, 15 ноября отправлена по железной дороге во Владивосток для участия в Русско-японской войне.

### Тихий океан

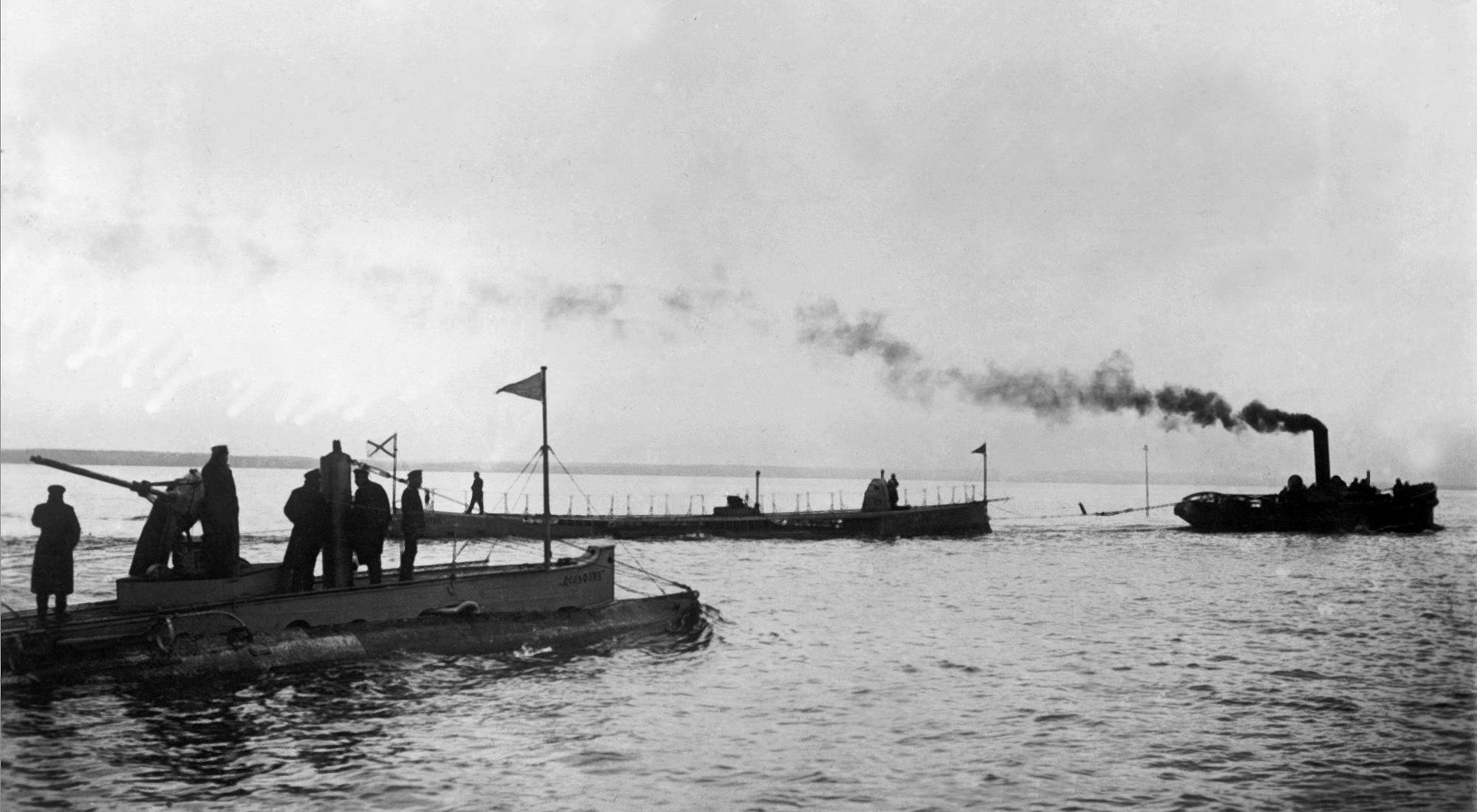
«Дельфин» и «Касатка» (на заднем плане, на буксире)

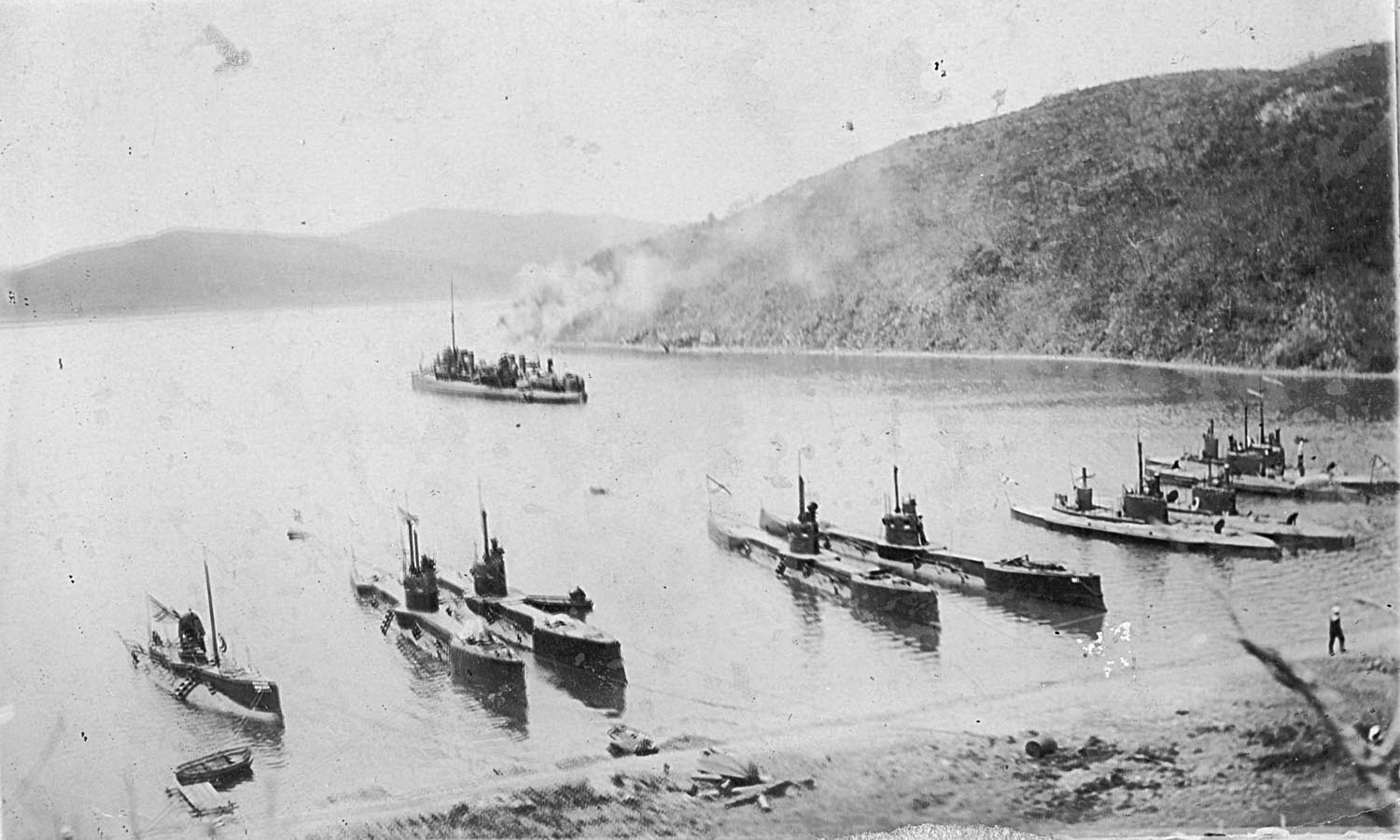
Подлодки Сибирской флотилии в бухте Улисс, «Дельфин» слева. 1908 год

Первый выход в море состоялся 28 февраля 1905 года. Командовал лодкой Георгий Степанович Завойко (1875—1906), внук адмирала В. С. Завойко.
Вместе с подводными лодками «Сом» и «Касатка», «Дельфин» неоднократно принимал участие в боевом патрулировании в районе бухты Преображения, но встреч с японскими кораблями не было. 4 мая лодка досрочно вернулась из очередного похода из-за неполадок в системе рулевого управления.
5 мая в бухте Золотой Рог для проведения ремонтных работ на лодке производили вентиляцию (для удаления паров бензина), тем не менее произошёл взрыв, через некоторое время произошёл повторный взрыв и лодка затонула (погиб один человек). При подъёме лодки произошёл взрыв гремучих газов, при следующих подъёмах эти взрывы повторялись (всего их произошло 5). Капитальный ремонт лодки закончился 8 октября 1905 года, уже после окончания Русско-японской войны.
9 декабря 1914 года при зарядке аккумуляторных батарей транспорта «Ксения» на лодке произошёл взрыв. До мая 1916 года лодка была в составе отряда подводных лодок Сибирской флотилии.
22 мая подводную лодку отправили из Владивостока в Вологду по железной дороге, перегрузили на баржу и доставили в Александровск (Полярный).

### Северная флотилия
4 июня 1916 года подводная лодка «Дельфин» прибыла по железной дороге из Владивостока в Котлас, а 9 июня её перевезли в Архангельск на барже. Корабль базировался на Взглавье. 9 июля «Дельфин» на буксире парохода была переведена из Архангельска в Александровск. В сентябре «Дельфин» вместе с ПЛ № 1 прибыла в распоряжение флотилии Северного Ледовитого океана и с 8 сентября была зачислена в её состав. 4 ноября командир ПЛ «Дельфин» Славянский стал командиром дивизиона, состоящего из «Дельфина» и ПЛ № 1, одновременно занимая и должности командиров каждой из лодок. Передавший ему дела бывший командир дивизиона и ПЛ № 1 Иван Иванович Ризнич отправился в командировку в Италию для приёмки ПЛ «Святой Георгий».
С 16 февраля 1917 года «Дельфин» и ПЛ № 1 зачислены в отряд судов охраны Кольского залива, а 20 апреля командование приняло решение перевести эти лодки в разряд учебных и использовать их для подготовки экипажей заказанных в США подводных лодок проекта «АГ». Однако, 26 апреля 1917 года из-за небрежного несения вахты при стоянке в порту во время шторма ударами о ПЛ № 1 расшатало её сальники рулей, через них стала поступать вода, в результате чего ПЛ № 1 затонула. 2 августа ПЛ «Дельфин» закончила кампанию этого года, 10 августа в связи с полным износом большинства механизмов лодки её разоружили, а корпус сдали порту для разделки на металл. Несколько лет он пролежал на осушке и был утилизирован в 1920 году.

## Историческое значение

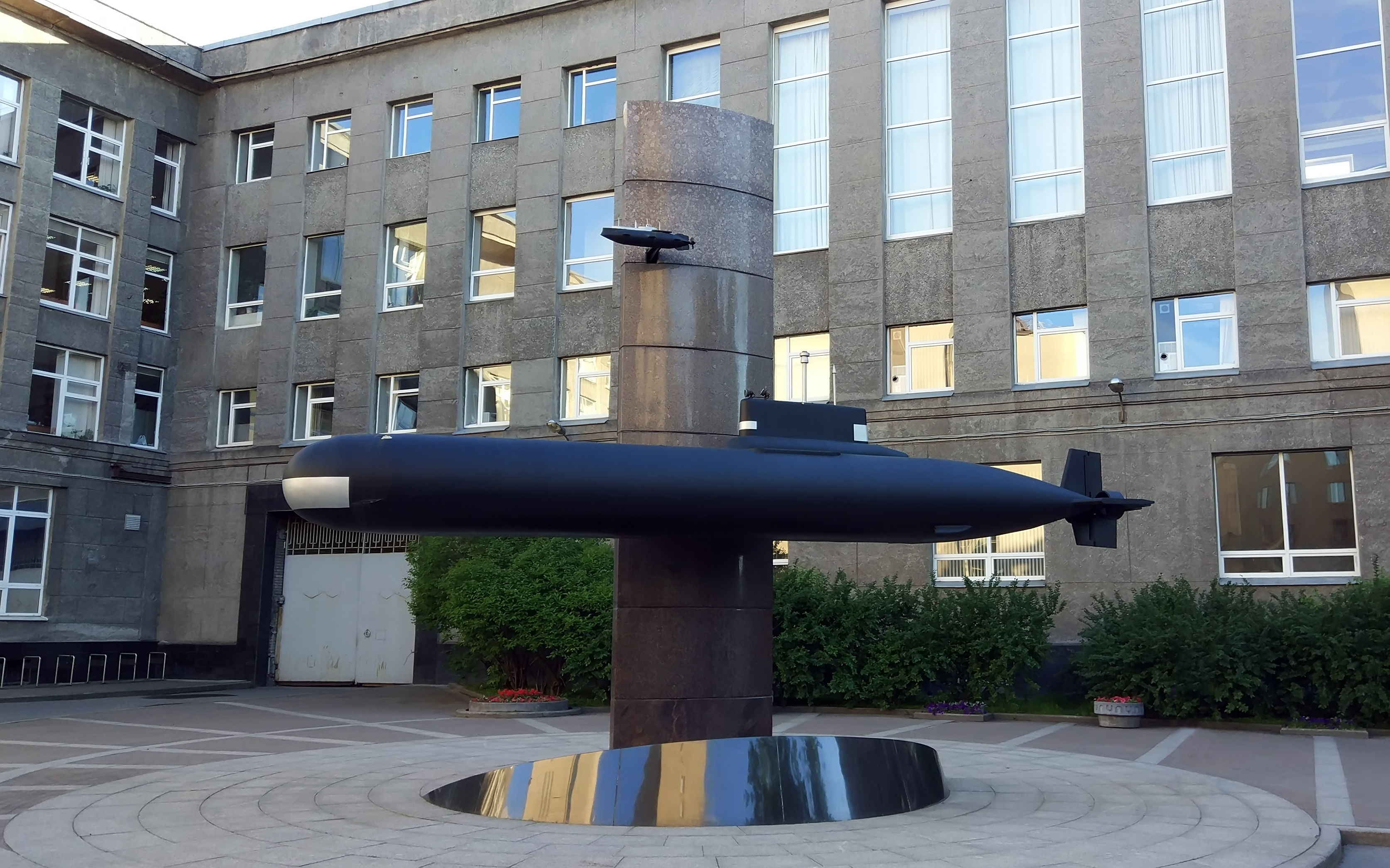
Памятная стела в ЦКБ «Рубин» с макетами подводных лодок «Дельфин» и «Акула»

Удачные испытания «Дельфина» доказали возможность самостоятельной постройки подводных лодок на российских заводах. В связи с этим Морское министерство 13 августа 1903 года дало указание начать разработку проекта подводной лодки увеличенного водоизмещения (до 140 т). Эскизный проект новой лодки был подготовлен комиссией под руководством Бубнова и 20 декабря того же года Морской Технический комитет одобрил этот проект. Несмотря на неизбежные для испытаний проекта проблемы, служившие на ней моряки с энтузиазмом и самоотверженностью отрабатывали правила и приемы повседневной эксплуатации и боевого применения подводных лодок.
Согласно принятой в 1903 году десятилетней судостроительной программе Морское министерство предполагало построить к 1914 году 10 подводных лодок. В соответствии с этой программой 2 января 1904 года Балтийскому заводу был выдан заказ на постройку первой подводной лодки типа «Касатка» водоизмещением 140 т по проекту Бубнова и Беклемишева.

## Командиры
- 30.09.1902—??.??.1904 Беклемишев, Михаил Николаевич
- ??.??.1904—16.06.1904 Черкасов Анатолий Нилович (врио) — погиб во время аварии на Неве.
- 16.06.1904—03.09.1904 Беклемишев Михаил Николаевич
- 03.09.1904—15.10.1904 Липгарт, Роман Эрнестович
- 15.10.1904—10.12.1905 Завойко, Георгий Степанович
- 10.12.1905—01.03.1906 Желтухин Николай Фёдорович
- 01.03.1906—10.03.1906 Завойко, Георгий Степанович (врио)
- 10.03.1906—03.10.1906 Петров Сергей Николаевич (врио)
- 03.10.1906—??.02.1907 Домерщиков, Михаил Михайлович
- ??.02.1907—02.05.1910 Дудкин 1-й Василий Федотович
- 15.03.1910—22.04.1913 Проффен Егор Егорович
- 22.04.1913—18.11.1913 Игнатов Н. А. (врио)
- 18.11.1913—27.01.1915 Леман 2-й Николай Модестович
- 27.01.1915—01.01.1916 фон Дрейер Дмитрий Александрович (врио)
- 01.01.1916—??.??.1916 Леман 2-й Николай Модестович
- ??.??.1916—04.04.1916 фон Дрейер Дмитрий Александрович (врио)
- 04.04.1916—??.08.1917 Славянский (до 1914 года — Ломан 5-й) Михаил Владимирович